# Sinpyeong-dong, Pyeongtaek
Sinpyeong-dong (koreanska: 신평동) är en stadsdel i staden Pyeongtaek i provinsen Gyeonggi i den centrala delen av Sydkorea, 70 km söder om huvudstaden Seoul.